# Districtul Amuru
Districtul Amuru este una dintre cele 80 unități administrativ-teritoriale de gradul I ale Ugandei.